# Christen Lassen Tychonius
Christen Lassen Tychonius (født 17. august 1680 i Sahl præstegård ved Holstebro, død 24. december 1740 i Viborg) var en dansk præst.
Tychonius blev sognepræst i Skive 1702 og stiftsprovst i Viborg 1727. Han var en belæst mand og samlede sig et stort bibliotek, som dog to gange brændte for ham. I 1730 udgav han Den augsburgske Bekjendelses Historie ved 200-årsfesten for Augsburgerbekendelsen, hvilken fest faldt sammen med indvielsen af den genopførte Viborg Domkirke, og han skrev også andre bøger, ligesom han jævnlig tog del i teologiske og praktisk-kirkelige forhandlinger. Tychonius kæmpede ivrig for at få et universitet oprettet i Viborg. Som poet optrådte han også, og mange anså ham for en stor digter, men hans vers var gennemgående meget tarvelige, svulstige og forskruede. Han kolliderede med Holberg, som tog ham under behandling i satiren Den jydske Fejde og atter ironiserede over ham i Jacob von Thybo, hvis magister Stygotius fra først af havde fået navnet Tychonius. Tychonius prædikede ofte og gerne, og en tid lang var han modeprædikant og samlede store skarer om sig, men hans tale savnede kraft, og da han tilmed angreb pietismen, svandt hans menighed efterhånden ind. Som menneske var Tychonius heller ikke absolut sympatetisk. Mod slutningen af sit liv oplevede han mange skuffelser og megen sygdom.